# Sadu, Sibiu
Sadu, mai demult Sad (în dialectul săsesc Tsôt, în germană Sodenbach, Zoodt, în maghiară Cód), este satul de reședință al comunei cu același nume din județul Sibiu, Transilvania, România.

## Așezare
Localitatea Sadu este situată în partea sudică a județului, la limita Depresiunii Sibiului cu Munții Cindrel, la gura de văsare a râului Sadu, la o altitudine de 460 m, pe drumul județean 106C - Tălmaciu - Cisnădie și 105G - Rău Sadului - Sadu.

## Scurt istoric
Descoperirile arheologice făcute pe teritoriul acestui sat atestă existența omului aici încă din Evul Mediu, astfel la poalele dealului „Gőtzenberg” s-a descoperit un tezaur de monede grecești și un tezaur monetar medieval, într-un mormânt anterior construirii bisericii din Sadu. Tezaurul datează din secolul al XVI-lea - secolul al XVII-lea. Localitatea Sadu a aparținut până în anul 1876 de Scaunul Sibiului.

##### Date istorice
- 1488 - Prima atestare documentară, unde satul apare cu numele Czot.[3]
- 1896 - La ieșirea din Sadu spre Râu Sadului s-a construit prima centrală mixtă hidro-termoelectrică de pe teritoriul de astăzi al României.
- 1897 - Electrificarea comunei. [necesită citare]

## Economie
Economia localității este bazată în special pe agricultură, prin cultivarea terenurilor și creșterea animalelor. Un aport aduce însă și industria de exploatare și prelucrare a lemnului, industria energetică prin cele două hidrocentrale, Sadu I și Sadu II, cât și comerțul și serviciile.

## Atracții turistice
- Biserica de piatră „Adormirea Maicii Domnului”, construită în secolul al XVI-lea
- Biserica de lemn „Adormirea Maicii Domnului”, construită în secolul al XVIII-lea
- Capela-troiță din Sadu (cca 1750)
- Muzeul Energetic Sadu I
- Hidrocentrala Sadu II
- Casa Memorială Dr. Ioan Piuariu Molnar
- Monumentul Eroilor

#### Obiectiv memorial
Monumentul Eroilor Români din Primul Război Mondial. Crucea comemorativă se află în comuna Sadu, la intrarea dinspre Tălmaciu, și a fost ridicată în anul 1925, din inițiativa parohului D. Bunea, împreună cu notarul L. Frățilă și învățătorii D. Dragomir, I Popica, I. Botărel. Monumentul este realizat din beton, fiind împrejmuit cu un gard din sârmă. Pe fațada Monumentului se află următorul înscris comemorativ: „Monument ridicat în amintirea eroilor din Războiul Mondial căzuți pentru întregirea neamului pe teritoriul comunei Sadu în 1916. Exhumați și așezați în groapa comună de aici în luna mai 1925. Acest monument servește și ca amintire pentru fiii comunei Sadu, morți în războiul mondial 1914-1918“.

## Personalități
- Ioan Inocențiu Micu-Klein, (1692-1768) - episcop greco-catolic.
- Samuil Micu-Klein, (1745-1806) - istoric și filolog, corifeu al Școlii Ardelene.
- Ioan Piuariu-Molnar, (1749-1815) -  medic și filolog.
- Dimitrie Bunea, (1877 - 1943), deputat în Marea Adunare Națională de la Alba Iulia 1918

## Galerie imagini

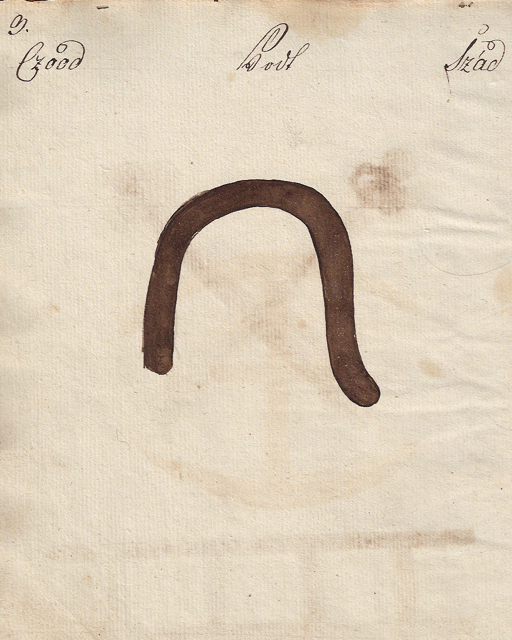
1826 - Danga pentru vitele din Szad (Sadu)
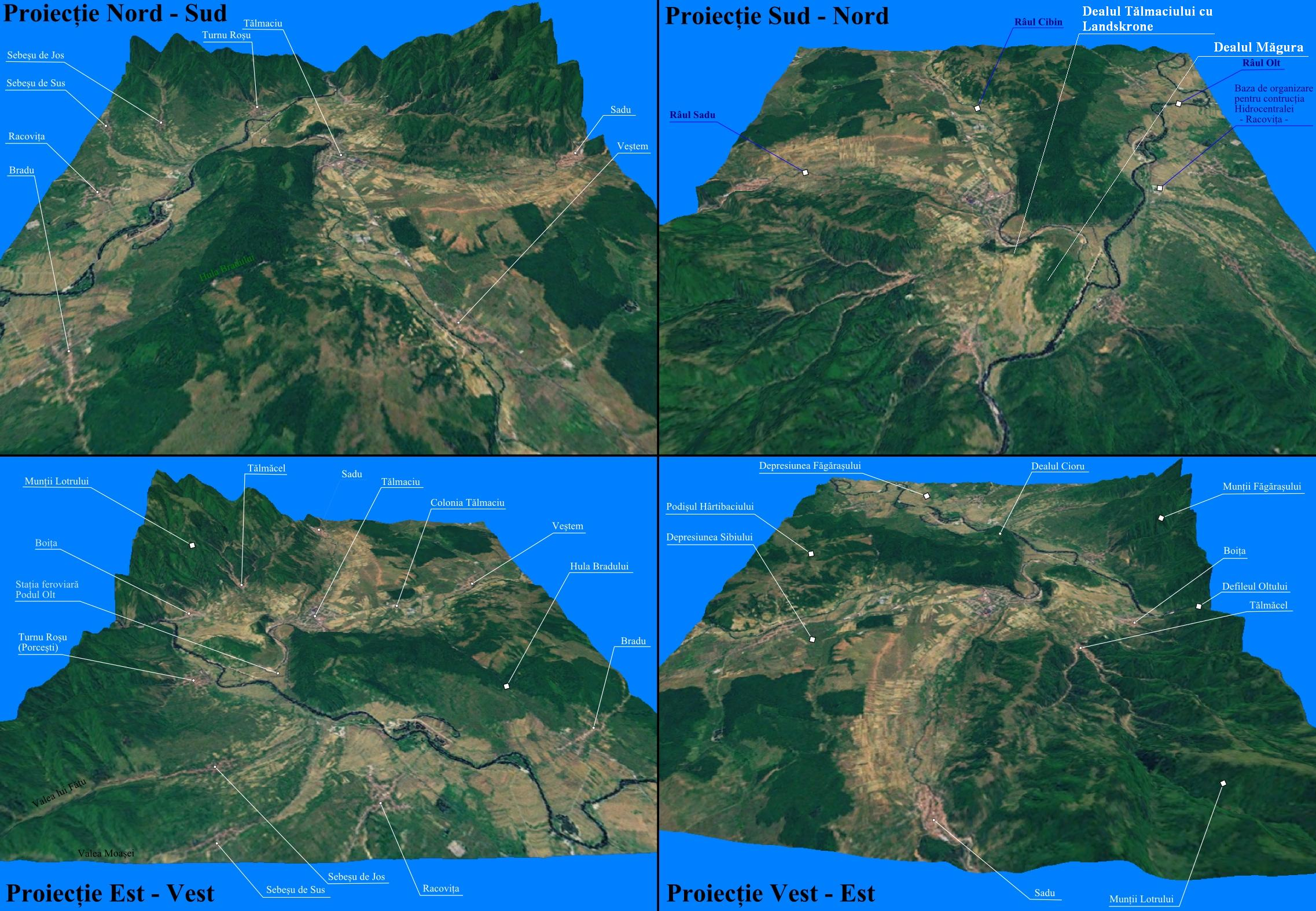
Prelucrare 3D
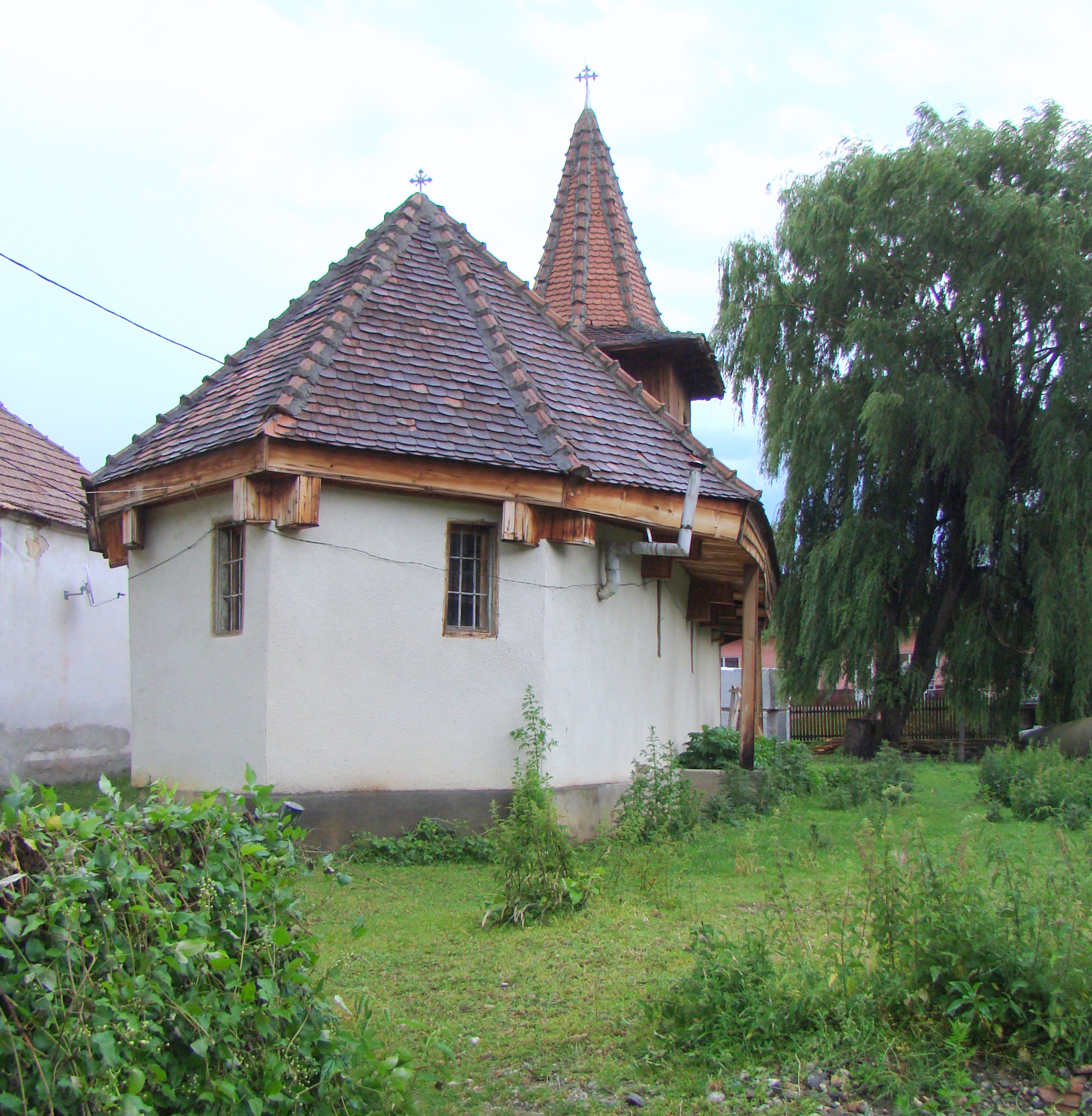
Biserica de lemn